# مول غولدن ريسورسز

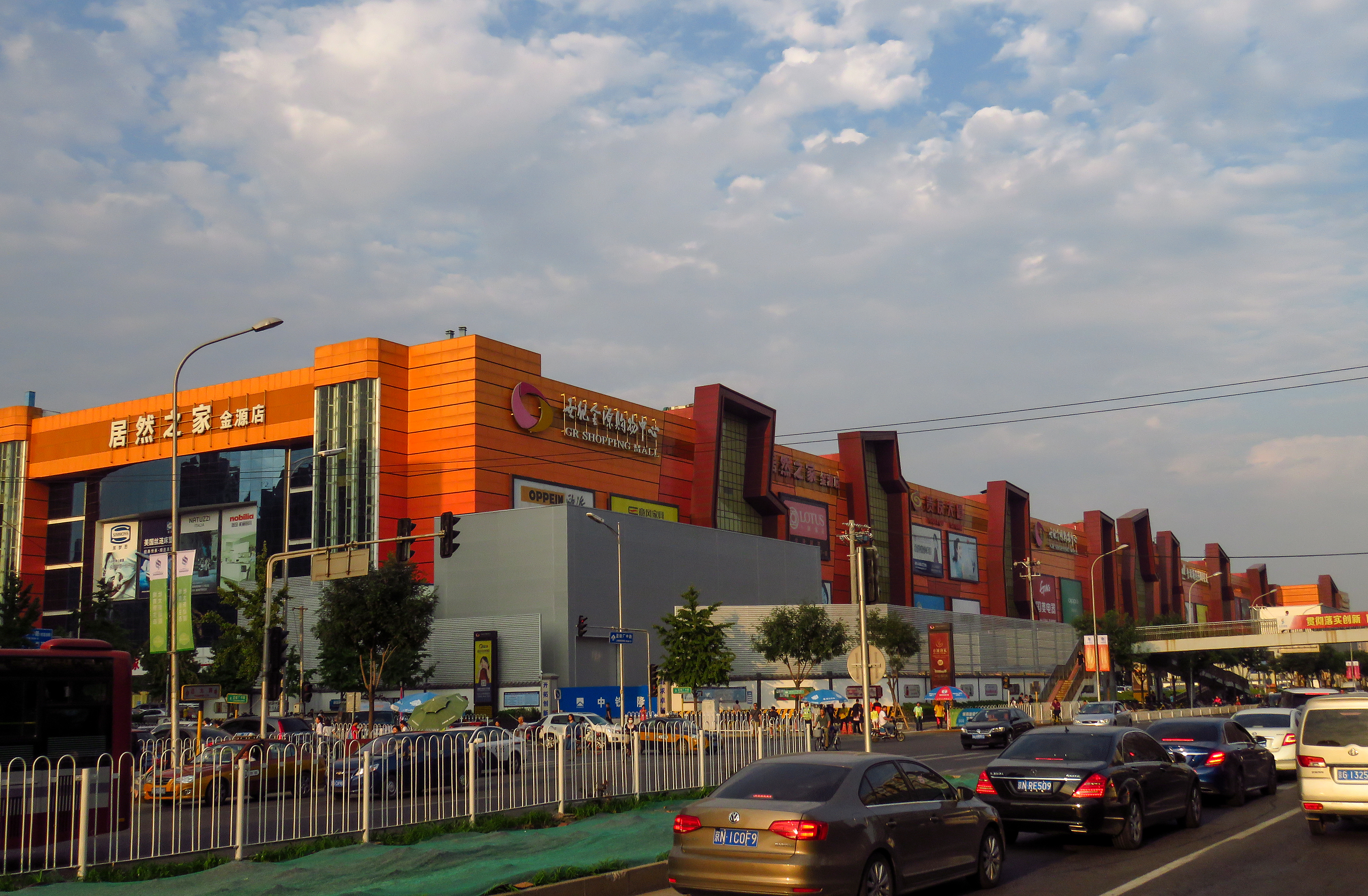
صورة للمول خلال النهار.

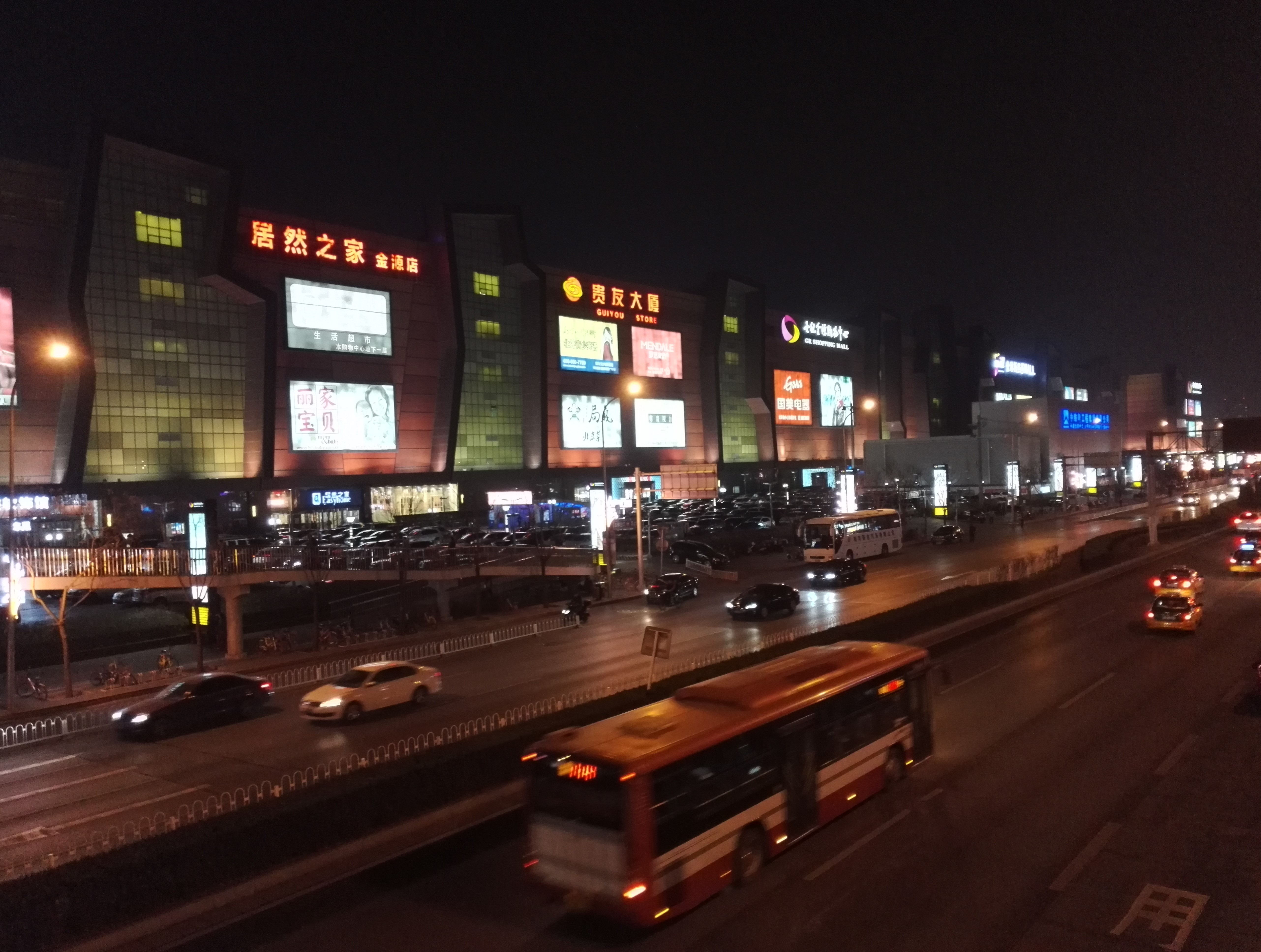
صورة للمول خلال الليل.

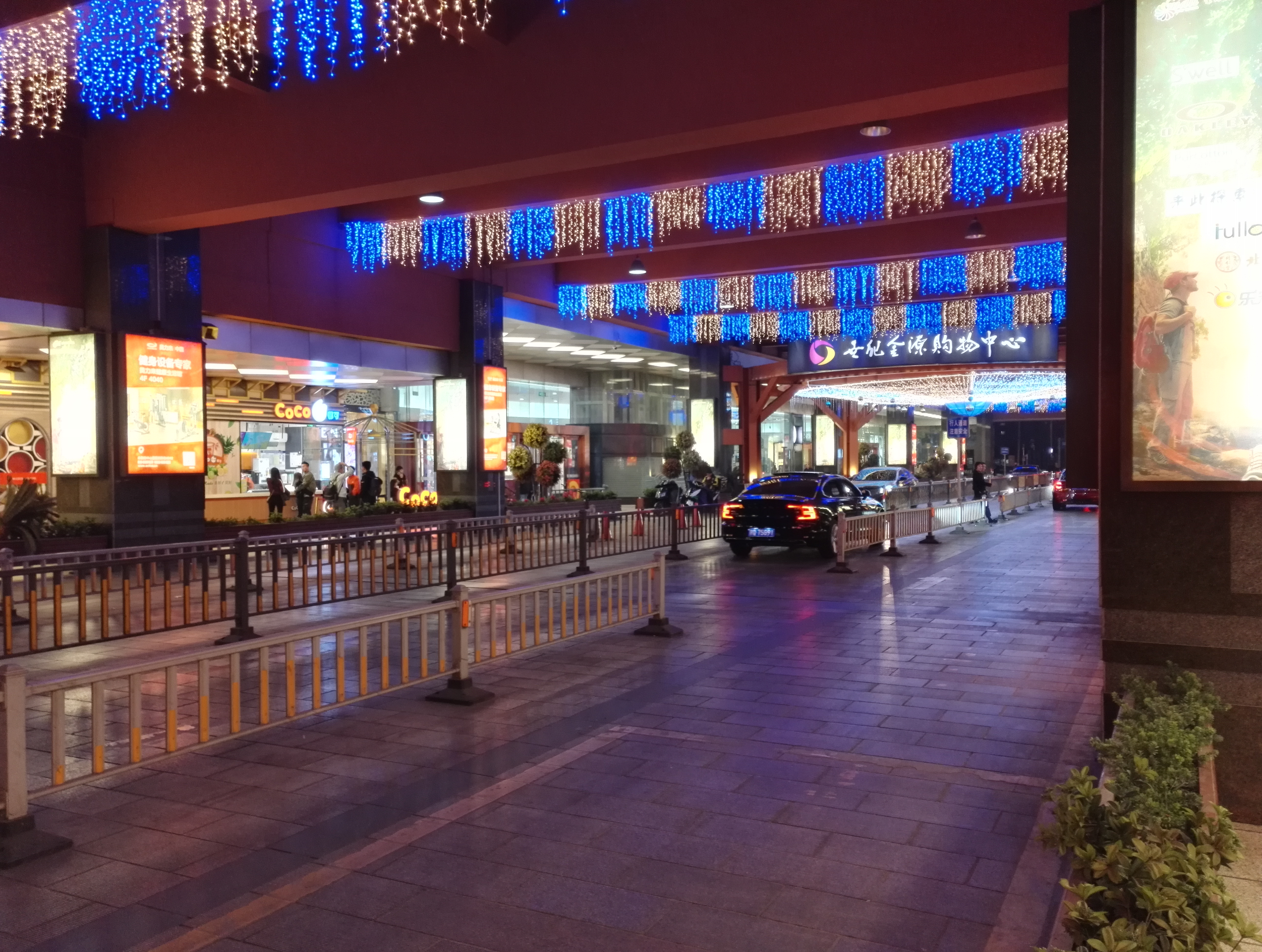
طريق تمُر تحت المركز التجاري.

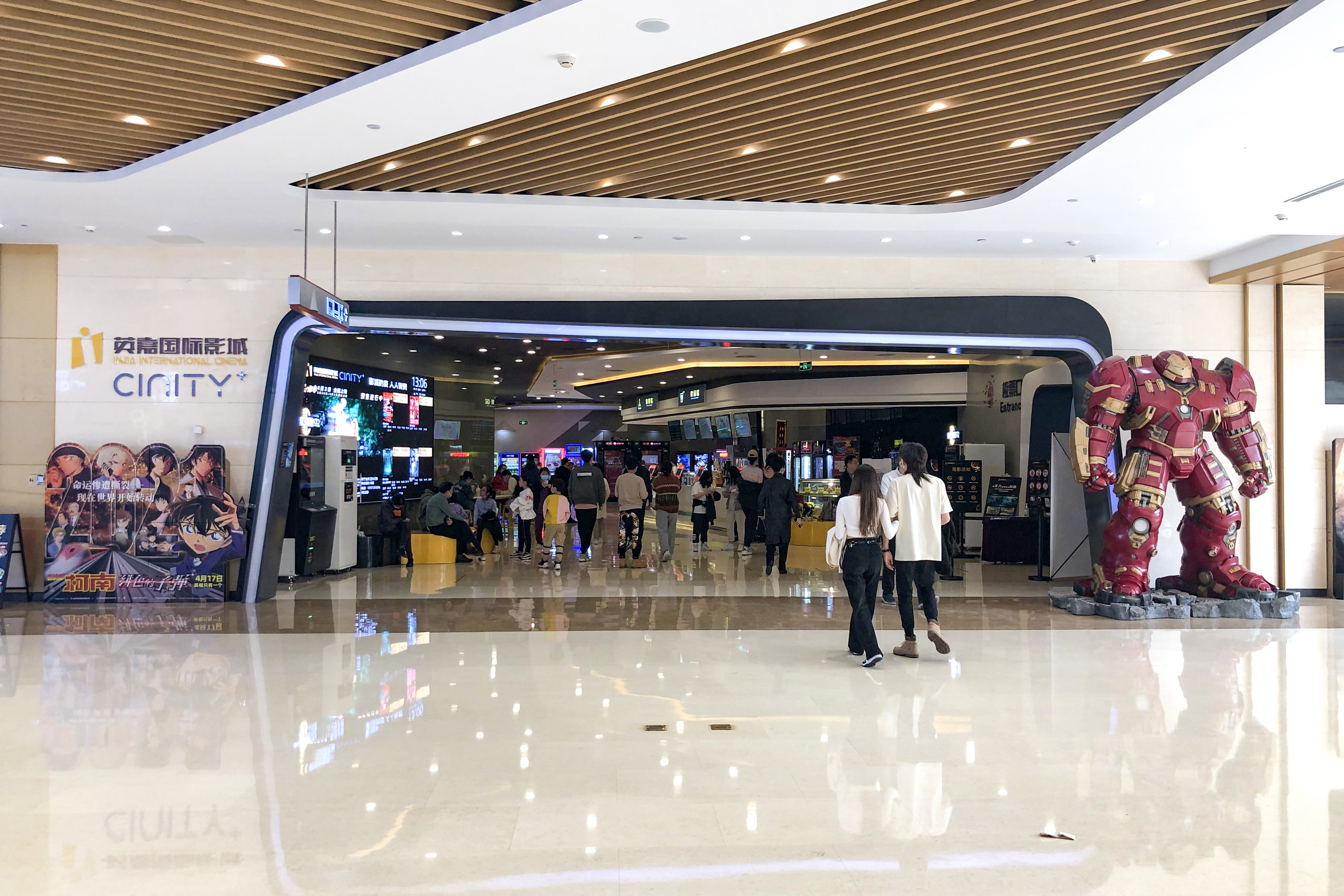
سينما إنجيا الدولية في الطابق الخامس.

مول غولدن ريسورسز (بالإنجليزية: Golden Resources Shopping Mall)‏، أو جين يوان (بالإنجليزية: Jin Yuan)‏، هُو مركز تسوق يقع في مُقاطعة هايديان بالعاصمة الصينية بكين. إبان افتتاحه، احتل المول المرتبة الأولى كأكبر مركز تسوق تجاري في العالم من حيث المساحة الإجمالية. لكن في 2005، تراجع المول للمركز الثاني بعد افتتاح مول جنوب الصين في مدينة دونغ غوان جنوب الصين. يُمكن الولوج لمول غولدن ريسورسز من خلال محطة تشانغتشونغياو [الإنجليزية] على الخط العاشر [الإنجليزية] من مترو بكين.
داخل الصين، يُطلق لقب "مول الصين العظيم" (بالإنجليزية: Great Mall of China)‏ على المركز التجاري، وذلك لأن مساحته الإجمالية تبلغ 560,000 متر مربع (6 مليون قدم مربع)، ويتألف من ستة طوابق. يكبُر حجم مول غولدن ريسورسز حجم مول أمريكا بمقدار 1.5 مرة، وللعلم فإن المول كان أكبر مركز تسوق في العالم خلال الفترة من 2004 إلى 2005.
انتهت أشغال بناء المول في 20 أكتوبر 2004، بحيث استمرت فترة التشييد 20 شهرًا. في البداية، قدر مُلاك المول بأن المركز التجاري سيزوره يوميا 50 ألف زائر، لكن عند الافتتاح كان العدد الفعلي للزوار أقل من ذلك بكثير، حيث بلغ عدد الزوار حينها 20 زائرا في الساعة. إبان فترة الافتتاح، كانت أسعار مُعظم السلع المباعة داخل المركز التجاري تفوق بكثير القدرة الشرائية لمعظم الصينيين العاديين. إضافة إلى صعوبة الوصول إلى المركز التجاري، نظرًا لموقعه في ضواحي بكين ذات الكثافة السكانية المنخفضة بين الطريقين الدائريين الثالث [الإنجليزية] والرابع [الإنجليزية].

صرح فو يويهونغ، المدير العام لمجموعة نيو يانشا التي تدير ما يقرب من نصف المركز التجاري، بما يلي:
منذ البداية أردنا أكبر مركز تسوق في العالم [... ] نحن الدولة التي بها أكبر عدد من الناس في العالم. لدينا الاقتصاد الأسرع نموا. أكبر مركز تجاري يظهر تقدمنا كمجتمع [... ] نعتقد أن الأمر سيستغرق من ثلاث إلى خمس سنوات لبدء جني الأرباح.
في الحاضر، ومع نُمو الطبقة الوسطى الصينية، زاد عدد زُوار المول بشكل كبير سنة بعد سنة، خُصوصا خلال عطلات نهاية الأسبوع التي تعرف رواجا كبيرا. يرجع الفضل في هذا النمو إلى التوسع الحضري لبكين، بحيث أن المركز التجاري الآن يقع داخل المنطقة الحضرية للعاصمة، وتحيط به العديد من المُجمعات السكنية.
مكن افتتاح محطة تشانغتشونغياو [الإنجليزية] على الخط العاشر [الإنجليزية] من مترو بكين سنة 2012 من تحسين الوصول إلى المركز التجاري. بحلول سنة 2023، سيُمكن خط مترو أنفاق جديد من الوصول للمركز التجاري، حيث أن الخط 12 [الإنجليزية] من مترو بكين قيد الإنشاء.

## أنظر أيضا
- السياحة في الصين